# 佩雷克斯
佩雷克斯（法語：Perrex，法語發音：[peʁɛks]）是法国东部安省的一个市镇，属于布雷斯地区布尔格区。

## 地理
佩雷克斯（46°14'44"N, 4°58'41"E）面积11.07 平方千米，位于法国奥弗涅-罗讷-阿尔卑斯大区安省，该省份为法国东部省份，北起汝拉省，西北接索恩-卢瓦尔省，西接罗讷省和里昂大都会，南至伊泽尔省，东与萨瓦省、上萨瓦省和瑞士接壤。
与佩雷克斯接壤的市镇（或旧市镇、城区）包括：比济亚、梅泽里亚、芒通河畔圣西尔、芒通河畔圣热尼、韦勒河畔圣让、沃纳。

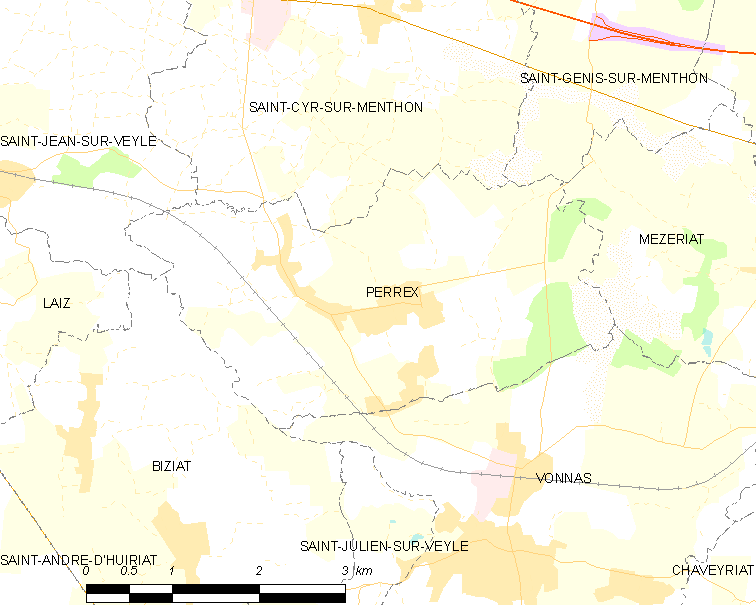
佩雷克斯的OSM定位图

佩雷克斯的时区为UTC+01:00、UTC+02:00（夏令时）。

## 行政
佩雷克斯的邮政编码为01540，INSEE市镇编码为01291。

## 政治
佩雷克斯所属的省级选区为沃纳县。

## 人口

1962-2008年间佩雷克斯人口变化图示

佩雷克斯于2022年1月1日时的人口数量为861人。